# Miquel Maria Gibert
Miquel Maria Gibert Pujol (La Granadella, 1956) es un escritor y profesor universitario español.
Licenciado y doctor en Filología Catalana, se ha dedicado a la docencia desde el fin de sus estudios universitarios (en la Universidad de Barcelona). Actualmente es profesor de literatura catalana en la Universidad Pompeu Fabra. En el año 2001 ganó el premio Narcís Oller del ayuntamiento de Valls (Tarragona) por su relato La desgràcia de pecar. La llave del panorama literario catalán fue su novela La victòria de la Creu (originalmente L'escala de Jacob) que fue finalista al competir por el Premio Sant Jordi del año 2005. Al año siguiente, la obra fue galardonada con el premio Joan Crexells,con lo que se le dio una nueva vida al libro y al reconocimiento del autor.
Escritor meticuloso, confiesa haber tardado quince años en redactar La victòria de la Creu y haber iniciado un nuevo proyecto literario.

## Obras publicadas
- 2001 La desgràcia de pecar i altres narracions (amb Antoni Casellas i Josep Pastells)
- 2004 Vaig arribar de la Xina
- 2006 La victòria de la Creu

## Premios literarios
- 2006 Joan Crexells per La victòria de la Creu